# Bovista

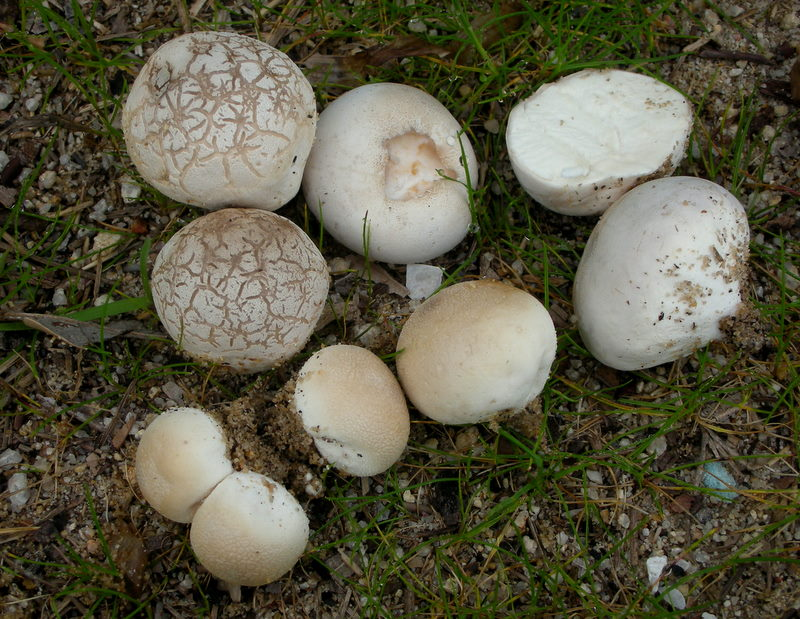
Kurzawka zmienna

Bovista Pers. (kurzawka) – rodzaj grzybów z rodziny purchawkowatych (Lycoperdaceae).

## Charakterystyka
Bazydiokarpy często kuliste, w stanie dojrzałym łatwo odrywające się od grzybni. Prawie całe wnętrze w trakcie dojrzewania przekształca się w masę zarodników, które wydostają się przez otwór szczytowy. Części płonnej brak lub jest zredukowana, rzadziej wyraźnie wykształcona. Wysyp zarodników oliwkowobrązowy do umbrowobrązowego. Bazydiospory okrągławe, gładkie do brodawkowatych, bez pory rostkowej.
Naziemne grzyby saprotroficzne. Wszystkie gatunki za młodu są jadalne, dopóki wewnątrz są biało zabarwione.

## Systematyka i nazewnictwo
Pozycja w klasyfikacji według Index Fungorum: Lycoperdaceae, Agaricales, Agaricomycetidae, Agaricomycetes, Agaricomycotina, Basidiomycota, Fungi.
Polską nazwę podał Krzysztof Kluk, akceptował Franciszek Błoński w 1888 r. W polskim piśmiennictwie mykologicznym należące do tego rodzaju gatunki opisywane były także jako purchawka, kurzajka i prochówka.
Synonimy naukowe: Globaria Quél., Montbéliard, Piemycus Raf., Piesmycus Raf., Pseudolycoperdon Velen., Sackea Rostk.
Gatunki występujące w Polsce
- Bovista aestivalis (Bonord.) Demoulin 1979 – kurzawka zmienna
- Bovista colorata (Peck) Kreisel 1964 – kurzawka barwna
- Bovista cretacea T.C.E. Fr. 1914[5]
- Bovista graveolens – Schwalb 1893[6] – kurzawka polna
- Bovista limosa Rostr. 1894 – kurzawka oścista[7]
- Bovista nigrescens Pers. 1794 – kurzawka czerniejąca
- Bovista paludosa Lév. 1846 – kurzawka bagienna
- Bovista pila Berk. & M.A. Curtis 1873[7]
- Bovista plumbea Pers. 1795 – kurzawka ołowiana
- Bovista pusilla (Batsch) Pers. 1801 – kurzawka drobna
- Bovista pusilliformis (Kreisel) Kreisel 1964 – kurzawka wątpliwa
- Bovista tomentosa (Vittad.) De Toni 1888 – kurzawka filcowata

Nazwy naukowe na podstawie Index Fungorum. Wykaz gatunków i nazwy polskie według Władysława Wojewody i innych.